# Geraldine Chaplinová
Geraldine Chaplinová, nepřechýleně Geraldine Chaplin (* 31. července 1944 Santa Monica) je americká tanečnice a herečka, dcera Charlese Chaplina a Oony O'Neillové. Z matčiny strany je také vnučka dramatika Eugena O'Neilla, nositele Nobelovy ceny za literaturu za rok 1936. Jejím manželem byl španělský režisér Carlos Saura. Je nejstarší dcerou z osmi sourozenců.

## Život
V letech 1958–1961 studovala v Londýně balet a zpočátku své kariéry tančila klasický balet. Je matkou dvou dětí, dcera Oona Castilla Chaplin je herečkou (mimo jiné seriál Hra o trůny).

## Kariéra
Ve filmu hrála již v dětství, především ve filmech svého otce Světla ramp a Král v New Yorku. První větší roli v dospělém věku dostala v roce 1965 ve snímku Doktor Živago. V roce 1967 začala hrát jako činoherní herečka na Broadwayi. Mezi její další známé role patří např. role francouzské královny ze snímku Tři mušketýři z roku 1974 nebo situační komedie s Louisem de Funèsem Na stromě z roku 1971. V roce 1992 si v životopisném filmu Chaplin, který pojednával o jejím otci, zahrála postavu své vlastní babičky.
Vrcholná léta své kariéry spojila především s tvorbou španělského režiséra a od roku 1967 také manžela Carlose Saury, se kterým natočila filmy Peppermint Frappé, Stres ve třech, Starý dům uprostřed Madridu nebo Eliso, můj živote.

## Filmografie (výběr)
- 1952: Světla ramp
- 1965: Doktor Živago
- 1967: Peppermint Frappé
- 1968: Stres ve třech
- 1973: Anna a vlci
- 1975: Nashville
- 1976: Starý dům uprostřed Madridu
- 1977: Eliso, můj živote
- 1978: Svatba
- 1979: Maminka slaví 100. narozeniny
- 1983: Život je román
- 1992: Chaplin
- 1993: Věk nevinnosti
- 2002: Mluv s ní
- 2007: Sirotčinec
- 2015: Já a Kaminski
- 2019: Bosý císař
- 2023: Seneca